# UFC Fight Night: Moicano vs. Saint Denis
UFC Fight Night: Moicano vs. Saint Denis (conosciuto anche come UFC Fight Night 243, oppure UFC on ESPN+ 101) è stato un evento di arti marziali miste tenuto dalla Ultimate Fighting Championship il 28 settembre 2024 all'Accor Arena di Parigi, in Francia.

## Risultati
|                  | Divisione               |                       |                 |                     | Metodo                                      | Round           | Tempo           | Premio          |
| Card Principale  | Card Principale         | Card Principale       | Card Principale | Card Principale     | Card Principale                             | Card Principale | Card Principale | Card Principale |
| ---------------- | ----------------------- | --------------------- | --------------- | ------------------- | ------------------------------------------- | --------------- | --------------- | --------------- |
|                  | Pesi leggeri            | Renato Moicano        | batte           | Benoît Saint Denis  | KO tecnico (stop medico)                    | 2               | 5:00            |                 |
|                  | Pesi medi               | Nassourdine Imavov    | batte           | Brendan Allen       | Decisione unanime (29–28, 29–28, 29–28)     | 3               | 5:00            |                 |
|                  | Pesi piuma              | William Gomis         | batte           | Joanderson Brito    | Decisione non unanime (29–28, 28–29, 29–28) | 3               | 5:00            |                 |
|                  | Pesi welter             | Bryan Battle          | batte           | Kevin Jousset       | KO tecnico (pugni)                          | 2               | 3:47            | POTN            |
|                  | Pesi piuma              | Morgan Charrière      | batte           | Gabriel Miranda     | KO (pugno)                                  | 2               | 0:27            | POTN            |
|                  | Pesi leggeri            | Farès Ziam            | batte           | Matt Frevola        | KO (ginocchiata)                            | 3               | 2:59            | POTN            |
| Card Preliminare |                         |                       |                 |                     |                                             |                 |                 |                 |
|                  | Pesi mediomassimi       | Ion Cuțelaba          | batte           | Ivan Erslan         | Decisione non unanime (28–29, 29–28, 29–28) | 3               | 5:00            |                 |
|                  | Pesi mediomassimi       | Oumar Sy              | batte           | Jung Da-woon        | Decisione unanime (30–27, 30–27, 30–27)     | 3               | 5:00            |                 |
|                  | Pesi leggeri            | Ľudovít Klein         | batte           | Roosevelt Roberts   | Decisione unanime (30–27, 29–28, 29–28)     | 3               | 5:00            |                 |
|                  | Pesi gallo              | Taylor Lapilus        | batte           | Vince Morales       | Decisione unanime (30–27, 30–27, 30–27)     | 3               | 5:00            |                 |
|                  | Catchweight (136.5 lbs) | Ailín Pérez           | batte           | Darya Zheleznyakova | Sottomissione (arm-triangle choke)          | 1               | 3:52            |                 |
|                  | Pesi mosca              | Daniel Bárez          | batte           | Victor Altamirano   | Decisione unanime (29–28, 29–28, 29–28)     | 3               | 5:00            |                 |
|                  | Pesi gallo femminili    | Jacqueline Cavalcanti | batte           | Nora Cornolle       | Decisione non unanime (28–29, 29–28, 29–28) | 3               | 5:00            |                 |
|                  | Pesi leggeri            | Chris Duncan          | batte           | Bolaji Oki          | Sottomissione tecnica (guillotine choke)    | 1               | 3:34            | POTN            |

## Premi
I lottatori premiati ricevettero un bonus di 50.000 dollari.
Legenda:
- FOTN: Fight of the Night (vengono premiati entrambi gli atleti per il miglior incontro dell'evento)
- POTN: Performance of the Night (viene premiato il vincitore per la migliore performance dell'evento)